# Tanya van Graan
Tanya van Graan (sinh ngày 13 tháng 12 năm 1983) là một nữ diễn viên, ca sĩ và người mẫu Nam Phi. Cô được biết đến với vai diễn của mình trong Zulu và Starship Troopers 3: Marauder, và cô cũng trở thành người phụ nữ quyến rũ nhất của FHM tại FHM 100 phụ nữ gợi cảm nhất trong thế giới được tổ chức tại Johannesburg vào năm 2007.

## Sự nghiệp
Ngoài những lần xuất hiện trong các sản phẩm ở Nam Phi, cô cũng xuất hiện trong các bộ phim khoa học viễn tưởng như Starship Troopers 3: Marauder, của Edward Neumeier, với vai Sgt. A. Sunday cùng với Jolene Blalock và Casper Van Dien.
 Năm 2010, cô đóng vai chính trong bộ phim kinh dị Lost Boys: The Thirst với Lily, cùng với Tanit Phoenix và Corey Feldman. Cùng năm đó, cô đóng vai Holly trong bộ phim hành động Death Race 2 và làm việc một lần nữa với Tanit Phoenix trong lúc quay Death Race: Inferno, phát hành năm 2013. Cả ba bộ phim của loạt phim Death Race đều được phát hành dưới dạng DVD. 
Năm 2013, Tara van Graan đóng vai chính trong bộ phim kinh dị Tara Zulu. Tara Zulu là một bộ phim hành động do đạo diễn Jerome Salle  người Pháp sản xuất hợp tác cùng các diễn viên chính như là Orlando Bloom, Forest Whitaker, Tanya van Graan, Patrick Lyster....Bộ phim xoay quanh cuộc chiến chống lại bọn tội phạm nguy hiểm Nam Phi, nơi mà tỉ lễ bạo lực lớn nhất Thế giới thường xuyên xảy ra.

## Đời tư
Năm 2014, Tanya van Graan kết hôn với Kasper Kristofferson tại La Residence ở Franschhoek.

## Các phim tham gia

### Phim
| Năm  | Tên phim                        | vai diễn              | Ghi chú   |
| ---- | ------------------------------- | --------------------- | --------- |
| 2004 | Kofifi                          | Karen                 |           |
| 2008 | Starship Troopers 3: Marauder   | Sgt. A. Sunday        |           |
| 2010 | Mad Cow                         | Charlize              |           |
| 2010 | Lost Boys: The Thirst           | Lily                  |           |
| 2010 | Death Race 2                    | Holly                 |           |
| 2013 | Death Race 3: Inferno           | Amber                 |           |
| 2013 | Zulu                            | Tara                  |           |
| 2013 | Jimmy in Pienk                  | Judge #2              |           |
| 2014 | SEAL Team 8: Behind Enemy Lines | Female Tech / Collins |           |
| 2014 | Die Spook van Uniondale         | Marie                 |           |
| 2016 | Geraubte Wahrheit               | Melissa               |           |
|      | The Empty Man                   | Allison Lasombra      | Đang quay |
|      | 24 Hours to Live                | Jasmine Morrow        |           |
| 2018 | Tremors: A Cold Day in Hell     | Dr. Rita Sims         |           |

### Truyền hình
| Năm  | Tên chương trình      | Vai diễn    | Ghi chú                          |
| ---- | --------------------- | ----------- | -------------------------------- |
| 2004 | Snitch                | Talen Aimes | Khách mời tập 1                  |
| 2008 | Strictly Come Dancing | Herself     | chương trình truyền hình thực tế |
| 2008 | Malan en Kie          | Chantelle   |                                  |